# Zach Stevens
Zach Stevens (1988), gespeeld door acteur Michael Cassidy, is een personage uit de televisieserie The O.C..

## Seizoen 2
Zach verscheen voor het eerst in de serie als een lid van Seth Cohen's stripboekenclub. Hij was dan ook goed bevriend met hem. De vriendschap werd getest toen bleek dat Zach een relatie kreeg in de vakantie met Summer Roberts, Seth's ex-vriendin waar hij nog niet overheen is.
Niet veel later maken ze hun eigen strip. Deze noemen ze de "Atomic County". Toen Summer hem verliet voor Seth, kreeg hij ruzie met hem. Uiteindelijk verliet hij Newport om samen te werken met George Lucas aan de strip.